# Brechin Bridge
Die Brechin Bridge ist eine Straßenbrücke in der schottischen Kleinstadt Brechin in der Council Area Angus. 1971 wurde die Brücke in die schottischen Denkmallisten in der höchsten Denkmalkategorie A aufgenommen. Eine ehemalige zusätzliche Einstufung als Scheduled Monument wurde 2001 aufgehoben.

## Geschichte
Die erste Brücke am Standort wurde vermutlich um 1220 erbaut. Das älteste Element der Brechin Bridge, der Südbogen, stammt von einer Brücke, die 1469 fertiggestellt wurde. Nachdem der Nordbogen im späten 18. Jahrhundert eingestürzt war, wurde er 1787 neu aufgebaut. In diesem Zuge wurde die Brücke insgesamt erweitert. Die Baukosten betrugen 350 £.

## Beschreibung
Der Mauerwerksviadukt überspannt den South Esk am Südrand von Brechin. Er führt die A933 (Brechin–Arbroath) mit zwei ausgemauerten Bögen über den Fluss. Während es sich bei dem jüngeren Nordbogen um einen Segmentbogen handelt, beschreibt der südliche Bogen einen gedrückten Spitzbogen, weshalb die Gestaltung auch als gotisch beschrieben wird. Seit der Brückenverbreiterung verläuft ein Teil der Fahrbahn über einen auskragenden Bauteil an der Westflanke. Die Ostflanke wurde nicht verbreitert. Die weit heraustretenden spitzen Eisbrecher laufen in polygonale Austritten in der Brüstung aus.